# Atol de Hao
Hao é um dos atóis do arquipélago de Tuamotu-Gambier, pertencente ao Taiti.